# Villa Krempeler Straße 8
Die Villa Krempeler Straße 8 (Villa von Bergen) in der niedersächsischen Gemeinde Geestland, Ortsteil Neuenwalde, im Landkreis Cuxhaven, stammt aus der zweiten Hälfte des 19. Jahrhunderts.
Aktuell (2024) wird sie als Wohnhaus und kulturell genutzt.
Das Gebäude steht unter Denkmalschutz (siehe auch Liste der Baudenkmale in Geestland).

## Beschreibung
Das zweigeschossige traufständige verputzte Gebäude mit schiefergedecktem Satteldach auf Drempel, Zwerchgiebel mit Freigespärre in der südlichen Längsfassade mit aufwändig gestaltetem Eingang und Veranda mit eingestellten Säulen, Holzbrüstungen und Freitreppe, Veranda auch am Ostgiebel sowie mit gerahmten rund- und segmentbogigen Fenstern, geschossteilenden Gesimsbändern in Putz und markantem Traufgesims, wurde von 1865 bis 1899 als Wohnhaus gebaut. Es wird heute auch für kulturelle Veranstaltungen genutzt.
Das Landesdenkmalamt befand u. a.: „… aus geschichtlichen und städtebaulichen Gründen wegen des orts-, bau- und kunstgeschichtlichen, orts- und anlagenbildprägenden Zeugniswerts …“